# Lijst van oorlogsmonumenten in Reusel-De Mierden
De Nederlandse gemeente Reusel-De Mierden heeft één  oorlogsmonument. Hieronder een overzicht.
| Nr. | Object                                 | Herdachte groep        | Ontwerper       | Onthulling | Type         | Locatie                                          | Plaats | Coördinaten                  | Foto                        |
| --- | -------------------------------------- | ---------------------- | --------------- | ---------- | ------------ | ------------------------------------------------ | ------ | ---------------------------- | --------------------------- |
| 961 | Monument voor de Gevallenen            | burgerslachtoffers     | Ger Stallenberg |            | plaquette    | Kerkplein, 5541 KB                               | Reusel | 51° 21' 43" NB, 5° 9' 45" OL | Monument voor de Gevallenen |
|     | zeven Oorlogsgraven van het Gemenebest | geallieerde militairen |                 |            | grafmonument | Kerkplein, RK Begraafplaats OLV Tenhemelopneming | Reusel | 51° 21' 44" NB, 5° 9' 46" OL |                             |

Alphen-Chaam ·
Altena ·
Asten ·
Baarle-Nassau ·
Bergeijk ·
Bergen op Zoom ·
Bernheze ·
Best ·
Bladel ·
Boekel ·
Boxtel ·
Breda ·
Cranendonck ·
Deurne ·
Dongen ·
Drimmelen ·
Eersel ·
Eindhoven ·
Etten-Leur ·
Geertruidenberg ·
Geldrop-Mierlo ·
Gemert-Bakel ·
Gilze en Rijen ·
Goirle ·
Halderberge ·
Heeze-Leende ·
Helmond ·
's-Hertogenbosch ·
Heusden ·
Hilvarenbeek ·
Laarbeek ·
Land van Cuijk ·
Loon op Zand ·
Maashorst ·
Meierijstad ·
Moerdijk ·
Nuenen, Gerwen en Nederwetten ·
Oirschot ·
Oisterwijk ·
Oosterhout ·
Oss ·
Reusel-De Mierden ·
Roosendaal ·
Rucphen ·
Sint-Michielsgestel ·
Someren ·
Son en Breugel ·
Steenbergen ·
Tilburg ·
Valkenswaard ·
Veldhoven ·
Vught ·
Waalre ·
Waalwijk ·
Woensdrecht ·
Zundert